# Omloop van de Glazen Stad
De Omloop van de Glazen Stad is een jaarlijkse wielerwedstrijd in en rond het kassengebied van het Westland (met de bijnaam de Glazen Stad). De eerste editie werd in 1978 verreden en werd gewonnen door Peer Maas. Tussen 1981 en 1988 werd de wedstrijd niet gehouden. Recent hebben grote namen als Dylan van Baarle en Dylan Groenewegen de koers gewonnen.
Sinds 2012 gaan er in het eerste weekend van april ongeveer 180 renners van start in Kwintsheul op het parcours van zo'n 170 km.

## Erelijst
| Jaar | Winnaar           | Tweede               | Derde              |
| ---- | ----------------- | -------------------- | ------------------ |
| 1978 | Peer Maas         | Johnny Verbeke       | Henk Mutsaars      |
| 1979 | Gino Ammerlaan    | Jos Lammertink       | Jac van Meer       |
| 1980 | René Koppert      | Adrie van der Poel   | Peter Steyn        |
| 1981 | René Koppert      | Toon van der Steen   | Guus Bierings      |
| 1988 | Ralph Moorman     | Frank van Veenendaal | Kees Hopmans       |
| 1989 | Michel Zanoli     | Freddy Wolsink       | Arno Ottevanger    |
| 1990 | Arno Ottevanger   | Danny Overgaag       | John de Haas       |
| 1991 | Luc Reyrink       | Steffen Blochwitz    | Remco Startman     |
| 1992 | Bertus Kroon      | Patrick Rasch        | John den Braber    |
| 1993 | Rob Sienders      | Michael Zijlaard     | Anthony Theus      |
| 1994 | John den Braber   | Peter Hoondert       | Mario Gutte        |
| 1995 | Peter Hoondert    | Marcel Luppes        | Patrick Barendse   |
| 1996 | Dennis Venema     | Stefan van Dijk      | Aike Visbeen       |
| 1997 | Anthony Theus     | Tommy Post           | Charles Overgaag   |
| 1998 | Stefan van Dijk   | Matthe Pronk         | Martijn Lust       |
| 2000 | Sandro Bijnen     | Fulco van Gulik      | Marc van Grinsven  |
| 2001 | Wilco Zuijderwijk | Camiel van den Bergh | Marcel Alma        |
| 2002 | Pim Goos          | Arthur Farenhout     | Mathieu Heijboer   |
| 2003 | Arthur Farenhout  | Ruud Aerts           | Martin van Steen   |
| 2004 | Jens Mouris       | Peter Olde Dubbelink | Arthur Farenhout   |
| 2005 | Arthur Farenhout  | Gideon de Jong       | Kenny van Hummel   |
| 2006 | Peter Schep       | Niki Terpstra        | Floris Goesinnen   |
| 2007 | Bram Schmitz      | Roy Curvers          | Arnoud van Groen   |
| 2008 | Marco Bos         | Sipke Zijlstra       | Bram Schmitz       |
| 2009 | Marco Bos         | Remco te Brake       | Ger Soepenberg     |
| 2010 | Jan Bluekens      | Stefan van Winden    | Erik van Lakerveld |
| 2011 | Remco te Brake    | Jeff Vermeulen       | Roy Eefting        |
| 2012 | Jeff Vermeulen    | Jesper Asselman      | Dylan Groenewegen  |
| 2013 | Dylan van Baarle  | Jeff Vermeulen       | Michael Vingerling |
| 2014 | Dylan Groenewegen | Remco te Brake       | Johim Ariesen      |
| 2015 | Coen Vermeltfoort | Elmar Reinders       | Tim Rodenburg      |
| 2016 | Wim Stroetinga    | Roy Eefting          | Maarten van Trijp  |
| 2017 | Jeff Vermeulen    | Patrick van der Duin | Gijs Meijer        |
| 2018 | Dion Beukeboom    | Bas van der Kooij    | Nick van der Meer  |
| 2019 | Rick van Breda    | Roy Eefting          | Arvid de Kleijn    |